# Athelia nivea
Athelia nivea ist eine Ständerpilzart aus der Familie der Gewebehautverwandten (Atheliaceae). Sie bildet resupinate, weiße und schimmelteppichartige Fruchtkörper auf Koniferen, Moosen und Bedecktsamern aus. Die bekannte Verbreitung der Art umfasst das zentrale und nördliche Europa.

## Merkmale

### Makroskopische Merkmale
Athelia nivea bildet wie alle Arten der Gewebehäute (Athelia) dünne Fruchtkörper mit glattem Hymenium und ausdünnenden Rändern aus. Sie sind schneeweiß bis cremefarben und lassen sich leicht vom Substrat ablösen.

### Mikroskopische Merkmale
Athelia nivea besitzt eine für Gewebehäute typische monomitisch Hyphenstruktur, das heißt, sie besitzt lediglich generative Hyphen, die dem Wachstum des Fruchtkörpers dienen. Die Hyphen sind hyalin und dünn- bis basal leicht dickwandig. Die Subicularhyphen besitzen fast immer Schnallen, die Subhymenialhyphen sind dagegen meist einfach septiert, beide sind 2,5–4 µm breit. Die Art verfügt nicht über Zystiden. Ihre Basidien sind breit keulenförmig und 15–18 × 5,5–6,5 µm groß. An der Basis sind sie einfach septiert, sie besitzen vier Sterigmata und wachsen büschelig an den Trägerhyphen. Die Sporen des Pilzes sind breit zylindrisch bis ellipsoid geformt, 6,5–8 × 4,3–5,2 µm groß, glatt und dünnwandig sowie hyalin. Sie besitzen einen deutlichen Fortsatz und sind adaxial leicht abgeplattet oder eingedellt.

## Verbreitung
Die bekannte Verbreitung von Athelia nivea umfasst mit Schweden, Großbritannien, Deutschland und Tschechien das zentrale und nördliche Europa.

## Ökologie
Athelia nivea ist ein Saprobiont, der Koniferen, Moose und Bedecktsamer befällt. Bekannte Wirtsarten sind unter anderem Schwarzkiefer (Pinus sylvestris), Rotbuche (Fagus sylvatica) oder auch Zypressenschlafmoos (Hypnum cupressiforme).